# Augé (fille d'Aléos)
Pour les articles homonymes, voir Augé.

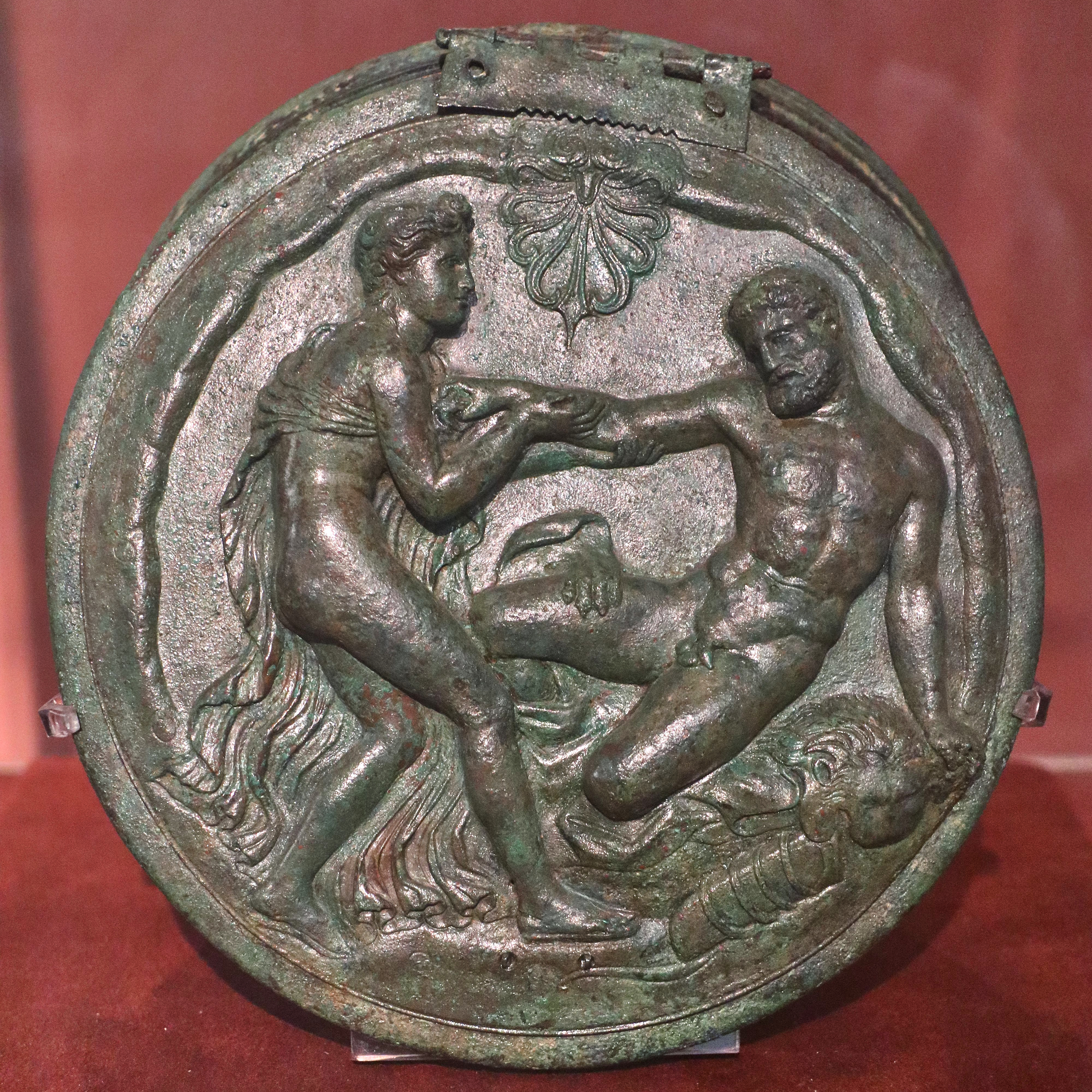
Le viol d'Augé par Héraclès, miroir en bronze du conservé au musée national archéologique d'Athènes.

Dans la mythologie grecque, Augé (en grec ancien Αὔγη / Aúgē) est la fille d'Aléos, roi de Tégée. Avec Héraclès, elle est la mère de Télèphe ; selon les versions, elle est violée par le héros.